# 제36회 홍콩 영화 금상장
제36회 홍콩 영화 금상장은 2017년 4월 9일에 열린 시상식이다.

## 수상 및 후보

### 작품상
- 트리비사 - 프랭크 후이 외 2명 수상
- 소울메이트 - 증국상
- 미인어 - 주성치
- 코드네임 : 콜드워 - 써니 럭 외 1명
- 위즈 온 파이어 - 찬 치-팻

### 감독상
- 트리비사 - 프랭크 후이 외 2명 수상
- 매드 월드 - 웡 춘
- 소울메이트 - 증국상
- 삼인행: 생존 게임 - 두기봉
- 미인어 - 주성치

### 각본상
- 트리비사 - 용문강 외 2명 수상
- 매드 월드 - 플로렌스 찬
- 소울메이트 - 람 윙 섬 외 3명
- 미인어 - 주성치 외 7명
- 코드네임 : 콜드워 - 써니 럭 외 2명

### 남우주연상
- 트리비사 - 임가동 수상
- 매드 월드 - 여문락
- 쉐드 스킨 파파 - 오진우
- 코드네임 : 콜드워 - 양가휘
- 트리비사 - 임현제

### 여우주연상
- 해피니스 - 혜영홍 수상
- 소울메이트 - 주동우
- 소울메이트 - 마사순
- 쇼 미 유어 러브 - 바오치징
- 북 오브 러브 - 탕웨이

### 남우조연상
- 매드 월드 - 증지위 수상
- 북 오브 러브 - 진패
- 더 메뉴 - 오맹달
- 트리비사 - 강호문
- 위즈 온 파이어 - 요계지

### 여우조연상
- 매드 월드 - 금연령 수상
- 매드 월드 - 방호민
- 미인어 - 장우기
- 코드네임 : 콜드워 - 문영산
- 시스터후드 - 료자여

### 신인상
- 위즈 온 파이어 - 토니 쯔-텅 우 수상
- 해피니스 - 제임스 입 관 오
- 미인어 - 임윤
- 시스터후드 - 제니퍼 유
- 위즈 온 파이어 - 탐 신 인

### 촬영상
- 파도인 - 포덕희 수상
- 소울메이트 - 포헌명 외 1명
- 삼인행: 생존 게임 - 정조강
- 코드네임 : 콜드워 - 관지요
- 위즈 온 파이어 - 가성패

### 편집상
- 트리비사 - 양전륜 외 1명 수상
- 소울메이트 - 데렉 후이
- 코드네임 : 콜드워 - 천중밍 외 2명
- 미공하행동 - 데이비드 M. 리처드슨
- 파도인 - 데이빗 우

### 미술상
- 파도인 - 구위명 수상
- 소울메이트 - 적도
- 소드 마스터: 절대 강호의 죽음 - 장세굉 외 3명
- 몽키킹2: 서유기 여정의 시작 - 다니엘 푸 동
- 미인어 - 진금하

### 의상&메이크업상
- 몽키킹2: 서유기 여정의 시작 - 해중문 외 1명 수상
- 소울메이트 - 오리로
- 소드 마스터: 절대 강호의 죽음 - 장세걸
- 봉신연의: 영웅의 귀환 - 장숙평 외 1명
- 파도인 - 장숙평 외 1명

### 무술감독상
- 미공하행동 - 동위 수상
- 소드 마스터: 절대 강호의 죽음 - 원빈 외 1명
- 위성:영웅들의 귀환 - 홍금보
- 몽키킹2: 서유기 여정의 시작 - 홍금보
- 코드네임 : 콜드워 - 전가락

### 영화음악상
- 소울메이트 - 피터 캄 외 1명 수상
- 매드 월드 - 유스케 하타노
- 코드네임 : 콜드워 - 피터 캄
- 위즈 온 파이어 - 대 위
- 파도인 - 나다니엘 메샤리

### 주제가상
- 위즈 온 파이어 - Anthem Of Shatin Martins 수상
- 소울메이트 - It’s Just What We Do
- 미인어 - Wu Di
- 해피니스 - Better Tomorrow
- 파도인 - Keep Me By Your Side

### 음향효과상
- 코드네임 : 콜드워 - 증경상 외 1명 수상
- 소드 마스터: 절대 강호의 죽음 - 증경상 외 3명
- 몽키킹2: 서유기 여정의 시작 - 은 제이
- 미공하행동 - 노파와트 리키퉝 외 3명
- 파도인 - 로버트 맥켄지

### 시각효과상
- 몽키킹2: 서유기 여정의 시작 - 성진 루크 정 수상
- 몽키킹2: 서유기 여정의 시작 - 김철민 수상
- 몽키킹2: 서유기 여정의 시작 - 김찬수 수상
- 몽키킹2: 서유기 여정의 시작 - 김상훈 수상
- 소드 마스터: 절대 강호의 죽음 - 성진 루크 정
- 미인어 - 켄 로우 웨이 호 외 3명
- 코드네임 : 콜드워 - 여국양 외 1명
- 미공하행동 - 여국양 외 2명

### 신인감독상
- 매드 월드 - 웡 춘 수상
- 소울메이트 - 증국상
- 사도행자: 특별수사대 - 문위홍
- 해피니스 - 나요휘
- 위즈 온 파이어 - 찬 치-팻

### 중국, 대만 최고의 영화
- 일로순풍 - 청몽홍 수상
- 훠궈전쟁 - 양칭
- 만달레이로 가는 길 - 미디 지
- 노포아 - 관후
- 아부시반금련 - 펑 샤오강